# Rue de la Moselle (Mulhouse)
La rue de la Moselle (en alémanique alsacien : Ziegelgass [ˈt͡siᵊɡ̊ᵊl̩ˌɡ̊ɑs]) est une rue piétonne du centre-ville de Mulhouse, en Alsace.

## Situation
La rue de la Moselle se trouve en bordure nord du centre-ville, dans l'ancienne cité médiévale. Elle s'étend sur environ 200 mètres de la rue de Metz au nord-est à la rue du Sauvage au sud-ouest. De forme quasilinéaire, elle croise à mi-chemin la rue Engelmann de façon perpendiculaire, qui mène à la rue de la Justice côté sud-est et à la rue du Moulin côté nord-ouest.

## Historique
Au XVe siècle, la rue porte le nom de « Neuensteiner Gasse » en allemand, car elle accueille la cour de la famille de Neuenstein, issue de la maison de Hohenlohe. À cet endroit se trouve dès 1456 la tuilerie communale (Ziegelhof), où sont fabriquées les tuiles pour toute la ville. Ce bâtiment est ensuite utilisé comme débit de sel (Salzhaus) jusqu'en 1782.
Dès 1798, la voie est appelée en français rue des Brasseurs, en raison de la présence de deux brasseries dans le quartier. Cette dénomination est officiellement adoptée par un décret du Conseil municipal le 11 novembre 1843. Après la cession de l'Alsace-Lorraine à l'Empire allemand en 1870, la rue prend le nom de Ziegel-Gasse en allemand standard, ce qui signifie « rue des Tuiles ». Après la fin de la Première Guerre mondiale, elle est rebaptisée rue de la Moselle en français, en référence à la rivière du même nom. Elle est rebaptisée « Ziegel Strasse » sous l'administration du Troisième Reich en 1940, avant d'être renommée Ziegel Gasse par le maire nazi Paul Maass l'année suivante. À la Libération de la ville en 1944, la voie reprend son nom français de rue de la Moselle. 
Percée dans sa forme moderne entre 1925 et 1930, la rue devient une zone piétonne le 26 septembre 1979.
La signalétique bilingue avec le nom alsacien Ziegelgass est apposée en 2016.

## Bâtiments remarquables
- Un pan de la façade du no 9 appartient à une association mulhousienne, qui laisse chaque mois à un graffeur le soin de venir le peindre[4],[5] ;
- Au no 15  se trouve la maison Engelmann, un petit centre commercial de 700 m2 inauguré le 19 octobre 2012[6] ;
- La maison au no 23 est habitée par des bourgeois durant l'entre-deux-guerres.